# Irving Penn
Irving Penn (Plainfield, 16 de junho de 1917 – Nova Iorque, 7 de outubro de 2009) foi um fotógrafo norte-americano.

## Vida
Penn começou sua carreira como fotógrafo em meados da década de 1940. Três anos mais tarde passou a fazer trabalhos para a revista "Vogue", onde trabalhou por muitas décadas.
Fotografou inúmeros artistas como Truman Capote, S.J. Perelman, Pablo Picasso, Kate Moss e Gisele Bündchen.
Em 2008 as fotos das modelos Gisele Bündchen e Kate Moss feitas por ele foram colocadas em leilão pelo colecionador alemão Gert Elfering. A foto de Gisele foi comprada por 193 mil dólares.
Foi casado com a modelo Lisa Fonssagrives entre 1950 e 1992, quando ela faleceu. Em 7 de outubro de 2009 Irving Penn morreu em sua casa em Nova Iorque aos 92 anos.

## Publicações
- Moments Preserved. 1960
- Worlds in a Small Room. 1974. ISBN 978-0-670-79025-8
- Inventive Paris Clothes, 1909–1939. 1977. ISBN 0-670-40067-X
- Flowers. 1980. ISBN 0-517-540746
- Passage. 1991. ISBN 0-679-40491-0
- Drawings. 1999. ISBN 0-9665480-0-0
- The Astronomers Plan a Voyage to Earth. 1999. ISBN 0-9665480-1-9
- Irving Penn Regards The Work of Issey Miyake. 1999. ISBN 0-224-05966-1
- Still Life. 2001. ISBN 0-8212-2702-5
- A Notebook at Random. 2004. ISBN 0-8212-6192-4
- Photographs of Dahomey. 2004. ISBN 3-7757-1449-9